# Ung Hertug
Ung Hertug er et mixtape af den danske musiker Kesi, der blev udgivet den 7. januar 2013.

## Modtagelse

### Anmeldelser
Ung Hertug fik relativt dårlig kritik i de danske medier. 
Anmelder for Soundvenue, Troels Rud, skrev, at "[...] vilje og vildskab pist er borte", og at "på ‘Ung Hertug’ rapper Kesi overraskende uoplagt over skingre synthflader, fladpandet klub-lyd og kønsløs autotune". Han pointerer særligt, at Kesi lyder decideret ubekvem, når han skal rappe over "det poppede og stenede musikunderlag, fortrinsvist signeret Jens O. W. McCoy fra Ukendt Kunstner". Samlet set mener han, at Kesi aldrig får foldet sit talent ud på denne parentes af et album og kvitteret med to ud af seks stjerner.
Maria Therese Seefeldt Stæhr, anmelder for GAFFA, var ligeledes kritisk over for Ung Hertug. Hun uddelte også to stjerner og mente, at med undtagelse af en sang som 'Ung Spiller' "er tendensen generelt, at musikken er alt for ensformig, og så føles fire minutter som rigtig lang tid med de samme akkorder på repeat". Hun kritiserer ligeledes Kesis vokale præstation, og "tekstligt er der heller ikke meget at hente".
Simon Lund fra Politiken mente, at Kesi legede "ung hertug uden rigtig at mene det". Han kristiserede i særlig grad "[...] den aristokratiske rammefortælling, hvor den åbenbart feterede Kesi i mellemspil præsenteres med en overklasseklang som en ung hertug, der er lever et sjoflet dekadent liv [...]" og skrev videre, at "den svage ide sætter sig i de jappede tekster, der ud over en sløset levering er fuld af tvivlsomme jordstrygere - om alle de damer, den tidligere slemme dreng fra Nørrebro har moret sig med siden debuten". Han tildelte mixtapet tre ud af seks hjerter.

## Spor
| 1.    | "Vejen Til Succes (Intro)"                        | 0:31 |
| 2.    | "For Stærkt" (featuring Suriya)                   | 3:58 |
| 3.    | "Ung Spiller" (featuring Hans Philip)             | 3:48 |
| 4.    | "Hva Så Min Neger" (featuring Johnson og Kayreem) | 3:27 |
| 5.    | "Druer & Krystalglas (Interlude)"                 | 1:39 |
| 6.    | "Ka' En Hertug Leve?"                             | 5:21 |
| 7.    | "En Gang Til" (featuring Hans Philip)             | 3:35 |
| 8.    | "Østers & Kalvefilet (interlude)"                 | 1:45 |
| 9.    | "Hop Den"                                         | 2:39 |
| 10.   | "Hygger Mig" (featuring Gilli)                    | 4:16 |
| 11.   | "Hvorfor Ik'" (featuring Hans Philip)             | 3:28 |
| 12.   | "Hummerhaler & Havudsigt (Outro)"                 | 2:32 |
| 37:20 |                                                   |      |

## Hitlister

### Ugentlige hitlister
| Hitliste (2013)        | Højeste placering |
| ---------------------- | ----------------- |
| Danmark (Album Top 40) | 5                 |